# Mattoni 1873
Mattoni 1873 a.s. (do roku 2019 Karlovarské minerální vody, a. s.) je česká firma zabývající se stáčením a distribucí minerálních vod Mattoni a dalších vod a nápojů. Hlavními zdroji minerálek jsou závod Kyselka a závod Mnichov. Od roku 1994 patří společnost italské podnikatelské rodině Pasquale, která se vrací k původní česko-italské tradici, sídlo firmy je v Karlových Varech. 
K roku 2023 společnost zaměstnává přes 3 300 lidí v osmi státech (Česko, Slovensko, Rakousko, Maďarsko, Bulharsko, Srbsko, Bosna a Hercegovina a Černá Hora), provozuje 11 výrobních závodů v pěti zemích a své produkty vyváží do téměř dvaceti zemí světa. Je to největší producent nealkoholických nápojů ve střední Evropě.

## Historie

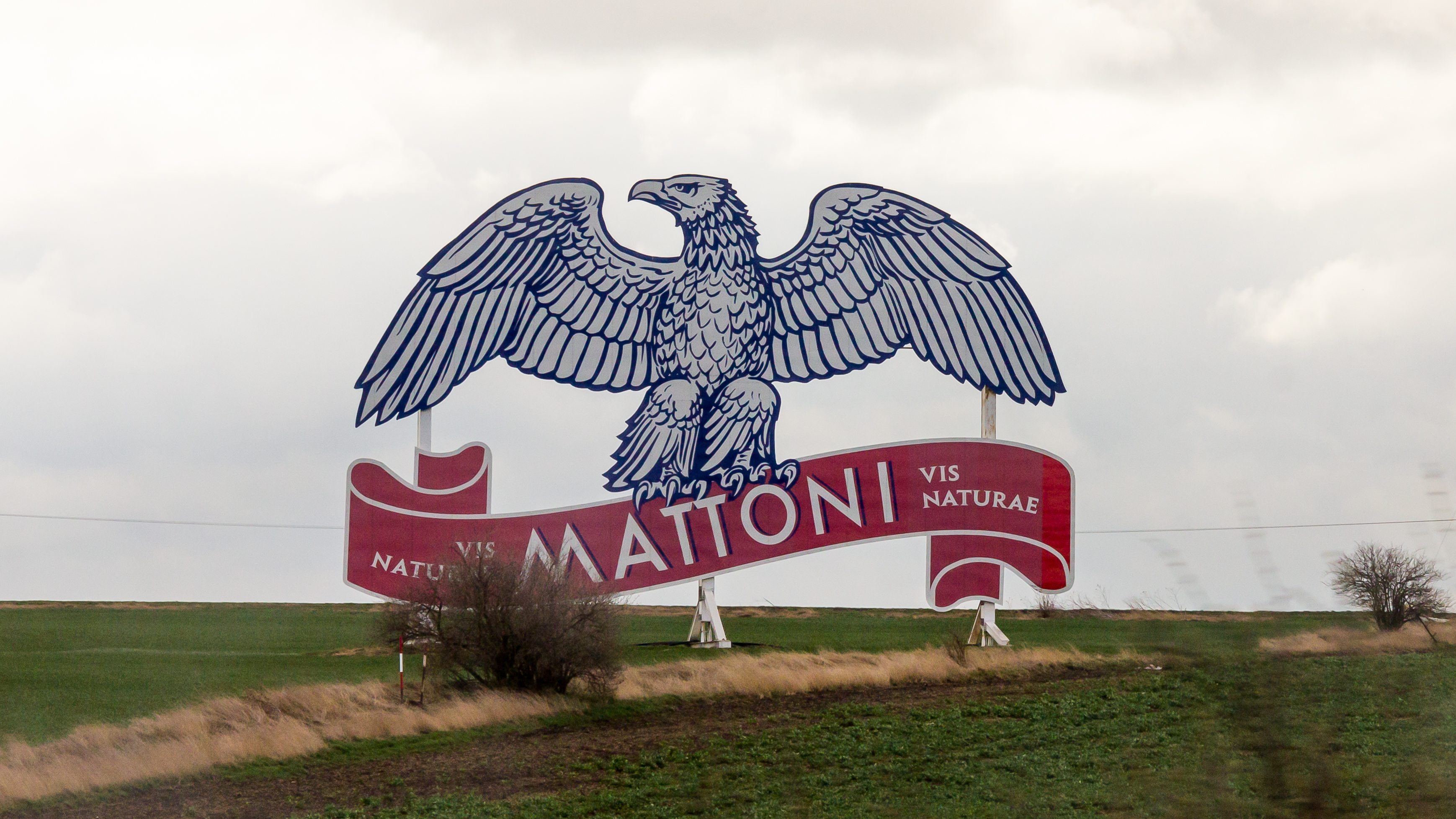
Mattoni

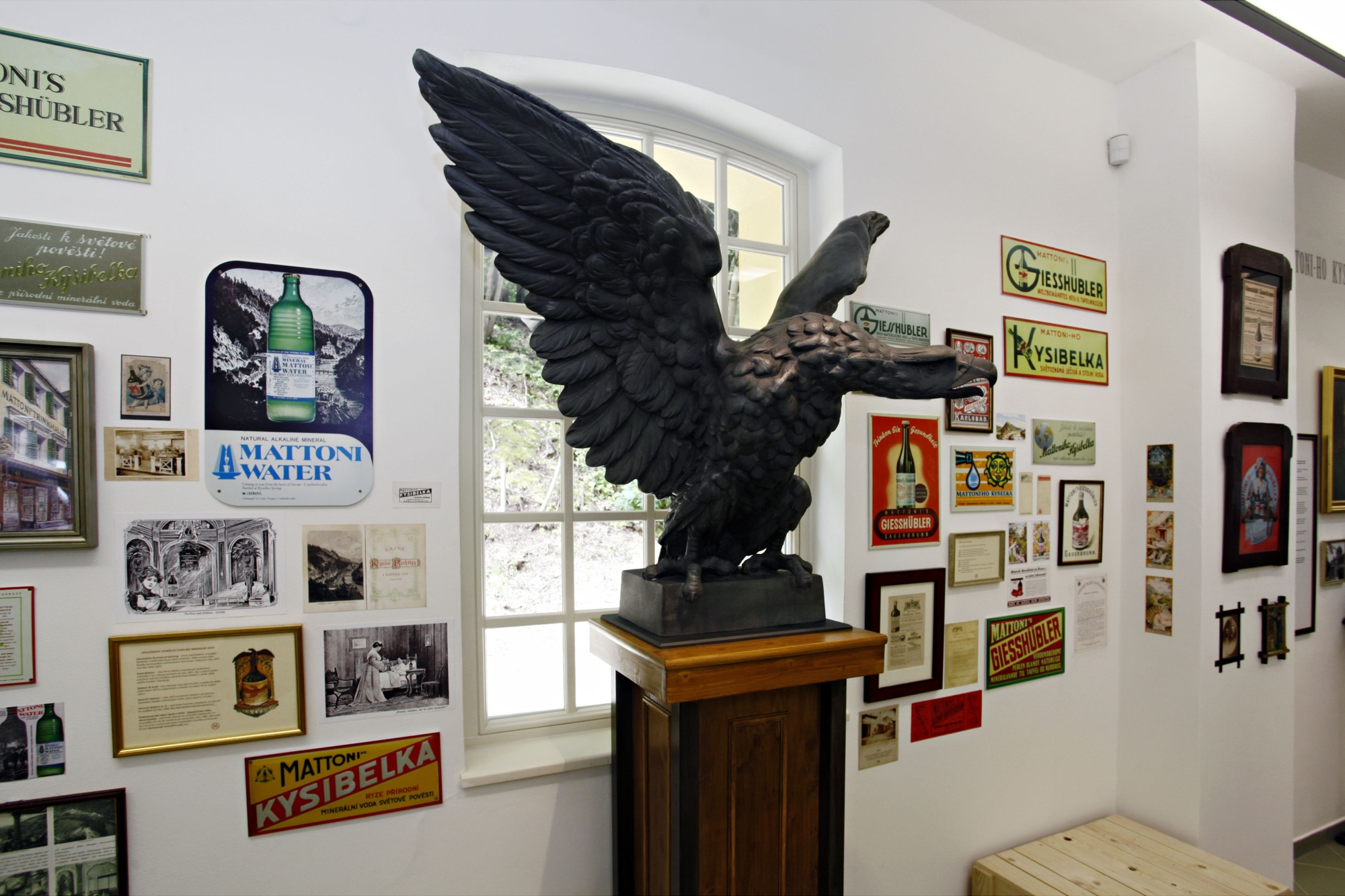
Mattoni Muzeum v Kyselce

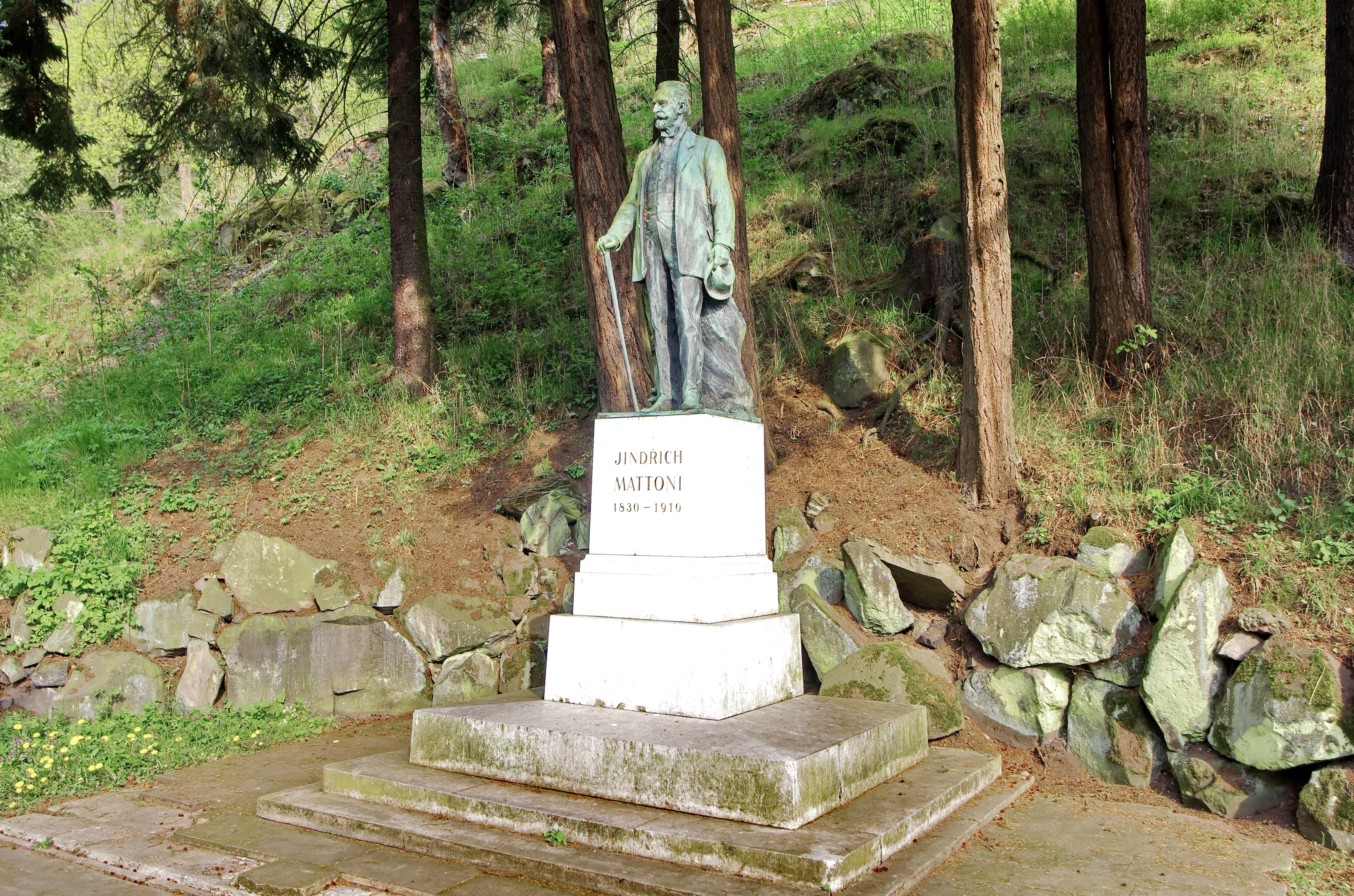
Socha Jindřicha (Heinricha) Mattoniho v Kyselce z roku 1914

Společnost byla založena v roce 1873 karlovarským rodákem Heinrichem Mattonim, pocházejícím z italsko-českého rodu. V té době se proslavila díky vodě Kysibelka, což vedlo Mattoniho ke koupi celé Kyselky od původního majitele hraběte Černína, a následně vybudování lázní. Skromný lázeňský život byl v blízké obci Kyselka již kolem roku 1793. V roce 1900 získala kyselka ocenění Grand Prix na světové výstavě v Paříži.

## Značky
Podnik k roku 2023 prodává 56 značek nápojů a snacků. Kromě minerálních vod Mattoni, Aquila, Magnesia, Poděbradka, Dobrá voda, Hanácká kyselka patří do portfolia společnosti také maďarské minerálky Szentkirályi a Theodora, rakouská Waldquelle a srbský Knjaz Miloš. Stáčí také ovocné nápoje Granini, které jsou také pod značkou Fruttimo míchány s vodou Aquila, a sirupy Yo. Vlastní také licence k výrobě nápojů Schweppes a Dr Pepper (od roku 2012).
Od roku 2018 Mattoni převzalo produkci nápojů PepsiCo, nyní je jejich výhradním výrobcem a distributorem v Česku, Maďarsku, Slovensku, Bulharsku, Rakousku, Srbsku a Černé Hoře. Nápojové portfolio se tak rozšířilo o značky Pepsi, Mirinda, 7Up, Gatorade, Mountain Dew, Lipton, Evervess, Rockstar a džusy Toma.

## Produkty

### Česko

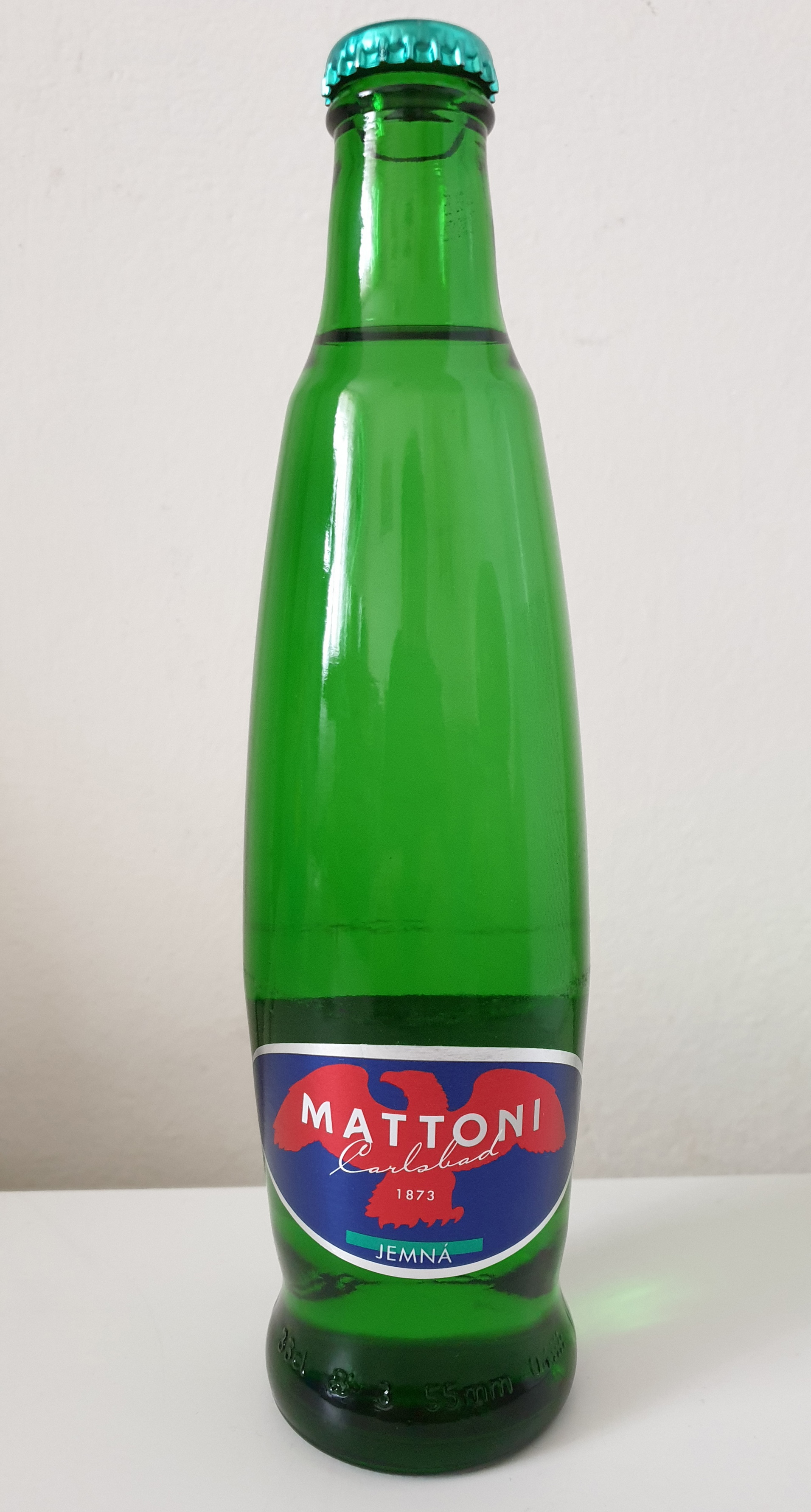
Minerální voda Mattoni

V České republice Mattoni 1873 vyrábí a prodává tyto produkty:

#### Minerální a balené vody
- Mattoni
- Magnesia
- Aquila
- Poděbradka
- Dobrá voda
- Hanácká kyselka
- Mlýnský pramen
- Theodora

#### Nealkoholické limonády
- Pepsi
- Mirinda
- 7 UP
- Dr. Pepper
- Mountain Dew
- BirGo

#### Džusy
- Toma
- Granini
- Tropicana

#### Energetické limonády
- Rockstar
- Gatorade

#### Ledové čaje
- Lipton
- Aquila Tea
- Aquila Veritea

#### Snacky
- Lay's
- Cheetos
- Doritos

#### Tonic
- Schweppes
- Evervess

#### Ovocné sirupy
- Yo

### Zahraničí
- Minerální voda Waldquelle (Rakousko)
- Minerální voda Szentikrályi (Maďarsko)
- Minerální voda Knjaz Miloš (Srbsko)
- Minerální voda Aqua Viva (Srbsko)
- Energetický nápoj Guarana No Sleep (Srbsko)
- Limonáda Gusto (Srbsko)
- Limonáda ReMix Knjaz (Srbsko)
- Limonáda Tube (Srbsko)
- Limonáda Golf (Srbsko)